# Cotyledon barbeyi
Cotyledon barbeyi là một loài thực vật có hoa trong họ Crassulaceae. Loài này được Schweinf. ex Baker miêu tả khoa học đầu tiên năm 1893.